# Presidente Bernardes (São Paulo)
Presidente Bernardes é um município brasileiro do estado de São Paulo. Sua população estimada em 2024 era de 14.772 habitantes. O município é formado pela sede e pelos distritos de Araxãs e Nova Pátria (que inclui o bairro rural de Dumontina).

## História

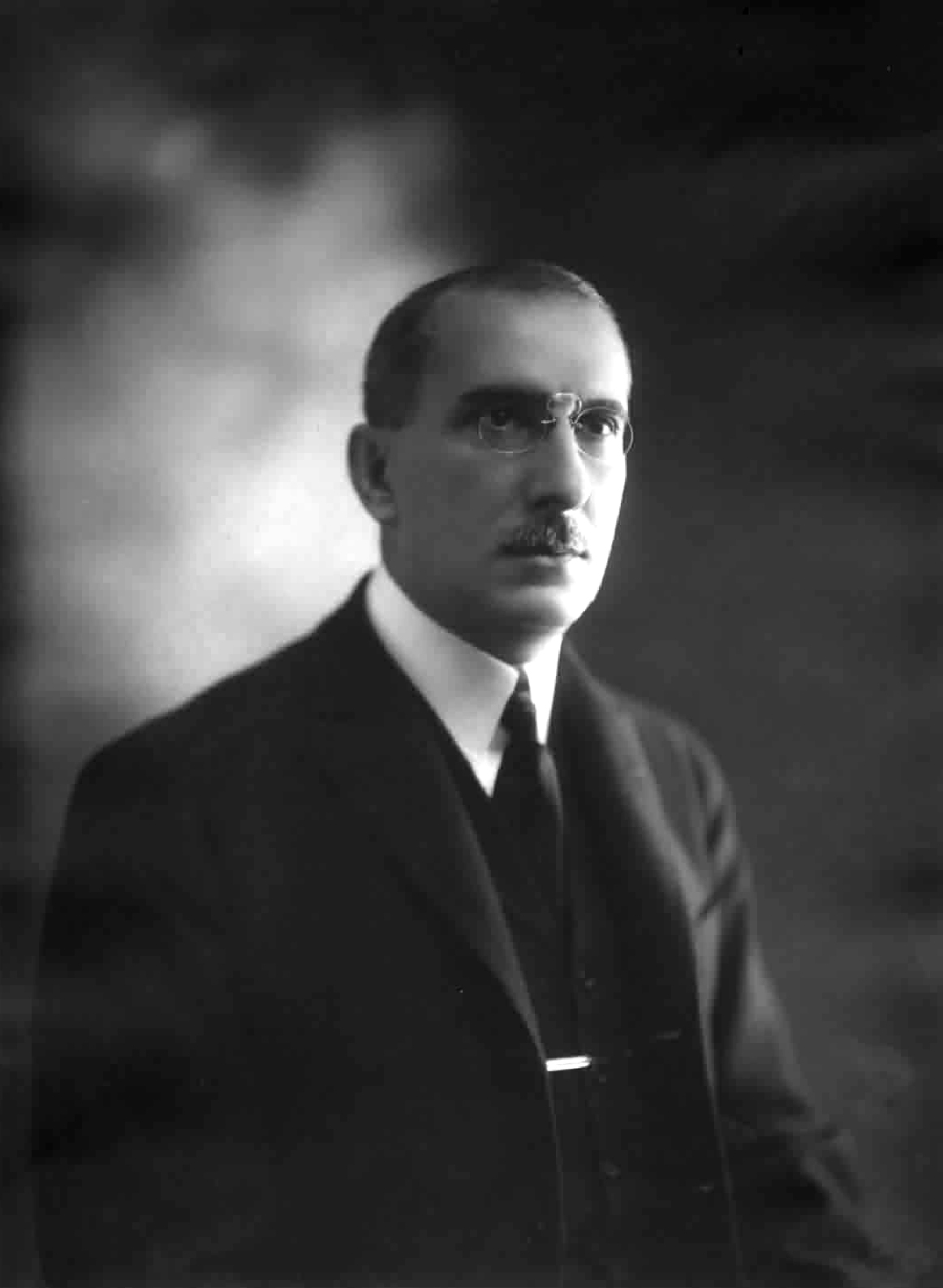
O nome do município homenageia o ex-presidente brasileiro Arthur Bernardes.

O desbravamento e a colonização do sertão do Vale do Paranapanema foram algumas das maiores façanhas da história regional. Foi nesse território que nasceu Presidente Bernardes, a antiga povoação de Guarucaia. Em 1º de novembro de 1919, havia sido inaugurada a estação da Estrada de Ferro Sorocabana. Tornava-se mais fácil, aos interessados na compra dos lotes de terras férteis, chegarem à primitiva gleba.
Presidente Bernardes teve seu projeto urbano traçado em 1920 pelo Cel. José Soares Marcondes. A área pertencia ao imóvel Lins de Vasconcelos, cujo retalhamento foi contratado em 1919 para os terrenos onde atualmente está situado o município, ao sul da linha da Fepasa. A parte norte da linha, um imóvel de 50 mil alqueires, pertencia à firma Ramos, Porto e Cia, que o adquirira da Companhia dos Fazendeiros, que por sua vez recebera, por permuta, do Cel. Manoel Goulart.[carece de fontes?]
Da firma Ramos, Porto e Cia, faziam parte os irmãos Luiz Ramos e Silva e Arthur Ramos e Silva Júnior, tendo o primeiro aberto loteamentos em Santo Anastácio e Piquerobi. Já Arthur Ramos fixou-se na Fazenda Guarucaia, em Bernardes.
A criação do distrito de paz de Presidente Bernardes deu-se em dezembro de 1925. Em divisão administrativa referente ao ano de 1933, o distrito de Presidente Bernardes figura no município de Presidente Prudente. Elevado à categoria de município com a denominação de Presidente Bernardes, por Decreto-lei no 6914, de 23 de janeiro de 1935, desmembrado de Presidente Prudente. Constituído do distrito-sede. Sua instalação verificou-se no dia 14 de fevereiro de 1935. A denominação foi dada antes da morte do então presidente.

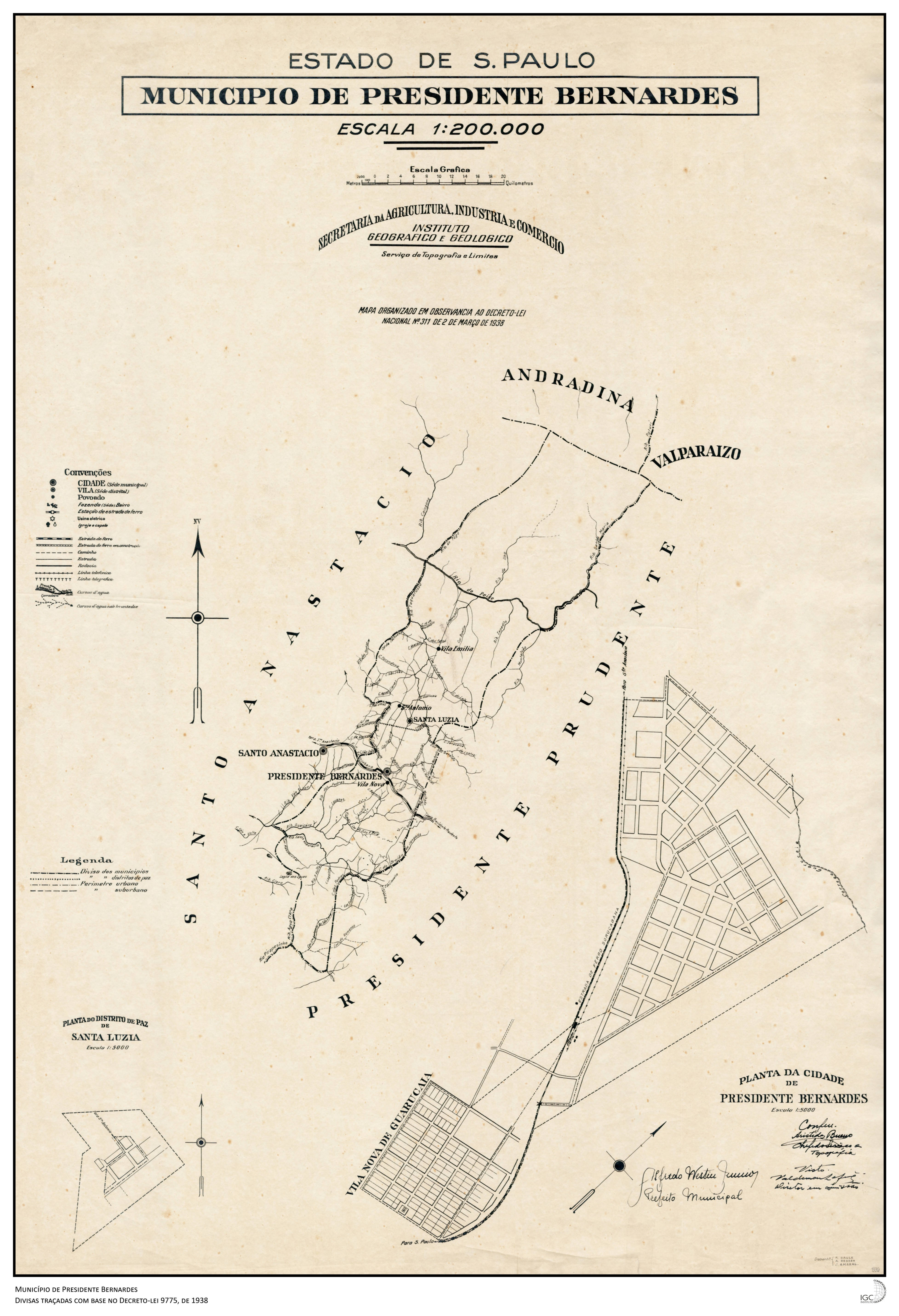
Mapa de Presidente Bernardes (1938).

## Geografia
Localiza-se a uma latitude 22º00'22" sul e a uma longitude 51º33'11" oeste, estando a uma altitude de 429 metros. A distância até São Paulo, capital do estado, é 578 km por rodovia e 530 km em linha reta. As capitais de outros estados mais próximas são Campo Grande, com 450 km por estradas e 380 km em linha reta; e Curitiba, com 545 km de distância por rodovias e 430 km em linha reta.

### Território
- Área da unidade territorial [2018]	749,233 km²
- Esgotamento sanitário adequado [2010]	75,1 %
- Arborização de vias públicas [2010]	95,4 %
- Urbanização de vias públicas [2010]	21,5 %
- Bioma [2019]	Cerrado;Mata Atlântica

(Fonte: IBGE)

### Hidrografia
- Rio Santo Anastácio
- Ribeirão Taquaruçu

### Rodovias
- SP-270 - Rodovia Raposo Tavares
- SP-272 - Rodovia Olímpio Ferreira da Silva

### Ferrovias
- Linha Tronco da antiga Estrada de Ferro Sorocabana [10]

## Demografia

### Dados demográficos
POPULAÇÃO
- População no último censo [2022]	14.490 pessoas.
- Densidade demográfica [2010]	19,34 hab/km².
- Média de Moradores por residencia	2,6 moradores.

TRABALHO E RENDIMENTO
- Salário médio mensal dos trabalhadores formais [2017]	2,0 salários mínimos
- Pessoal ocupado [2017]	2.480 pessoas
- População ocupada [2017]	18,5 %
- Percentual da população com rendimento nominal mensal per capita de até 1/2 salário mínimo [2010]	31,3 %

EDUCAÇÃO
- Taxa de escolarização de 6 a 14 anos de idade [2010]	98,5 %
- IDEB – Anos iniciais do ensino fundamental (Rede pública) [2017]	6,2
- IDEB – Anos finais do ensino fundamental (Rede pública) [2017]	5,2
- Matrículas no ensino fundamental [2018]	1.292 matrículas
- Matrículas no ensino médio [2018]	418 matrículas
- Docentes no ensino fundamental [2018]	110 docentes
- Docentes no ensino médio [2018]	44 docentes
- Número de estabelecimentos de ensino fundamental [2018]	10 escolas
- Número de estabelecimentos de ensino médio [2018]	3 escolas

## Política e administração
- Prefeito: Reginaldo Luiz Ernesto Cardilo (PP)
- Vice-prefeito: Cleberson Duarte de Souza (MDB)
- Presidente da câmara: Franthesco Aparecido Armínio Breschi (PP)
- Vereadores:( Legislatura -2021/2024)
- Murilo Gomes de Oliveira
- Marcelo Balloni
- Antonio Alves Correia (Toninho da Ambulância)
- Adriano Vicente de Oliveira (Gordinho do Povão)
- Antonio Geraldo Almeida
- Ivani Thill Barbosa dos Santos Lopes
- Odenir Verri (Nico do Bar)
- Ricardo Martini (Ricardo Farmaceutico)

## Infraestrutura

### Comunicações
O sistema de telefones automáticos foi inaugurado na cidade em 1966 pela Empresa Telefônica Paulista. Já o sistema de discagem direta à distância (DDD) foi implantado em 1982 pela Telecomunicações de São Paulo (TELESP) com o código de área (0182).
Na década de 90 o código DDD da cidade foi alterado para (018), para padronização do sistema telefônico com a telefonia celular que estava sendo implantada em todo o estado.

## Pessoas ilustres
- Angelo Guerreiro - político

## Religião
O Cristianismo se faz presente na cidade da seguinte forma:

### Igreja Católica
- A igreja faz parte da Diocese de Presidente Prudente.[21]

### Igrejas Evangélicas
Entre as igrejas protestantes históricas, pentecostais e neopentecostais, encontram-se na cidade:
- Assembleia de Deus Ministério do Belém.[24][25]
- Congregação Cristã no Brasil.[26]
- Igreja Batista
- Igreja Presbiteriana Independente do Brasil.[27]